# Rainer Nübel
Rainer Nübel (* 1959 in Oberndorf am Neckar) ist ein deutscher Buchautor und Journalist.

## Leben
Seit Mitte der 1980er Jahre wirkt Rainer Nübel journalistisch. 1986 machte er ein Volontariat bei der Nürtinger Zeitung und war dann dort bis 1993 Redakteur. Danach folgte ein Wechsel zu den Stuttgarter Nachrichten, wo er zuerst in der Lokalredaktion, dann als stellvertretender Kulturchef und schließlich als Reporter angestellt war. Seit April 2000 arbeitet er bei der Agentur Zeitenspiegel. Er ist Co-Autor mehrerer Sachbücher, u. a. Wir können alles oder Anklage unerwünscht. Seit ist Rainer Nübel 2019 Honorarprofessor an der HfWU, im selben Jahr erfolgt seine Berufung zum Professor für Medien- und Kommunikationsmanagement an der Hochschule Fresenius Heidelberg. Seit 2020 ist Nübel Vizepräsident der Hochschule Fresenius Heidelberg.

## Publikationen
- mit Rainer Fromm und Jürgen Roth: Anklage unerwünscht!: Korruption und Willkür in der deutschen Justiz, 2008, ISBN 9783453645189
- mit Stefan Daniel: Hoffnung vergangen. Aber – Collage eines Lebens, 2010, ISBN 3940086487
- mit Christina Brecht-Benze: Aufbrechen: Wie Sehnsucht die Gesellschaft verändert. Eine Ermutigung, 2012, ISBN 3863510437
- mit Josef-Otto Freudenreich, Meinrad Heck und Wolfgang Messner: Wir können alles: Filz, Korruption & Kumpanei im Musterländle, 2012, ISBN 9783940086129
- mit u. a. Andreas Förster und Frank Brunner: Geheimsache NSU: Zehn Morde, von Aufklärung keine Spur, 2014, ISBN 9783863510862
- mit Verena Burk: Werte Leben: Protagonisten des Spitzensports im Gespräch mit Studierenden, 2016, ISBN 9783778089903
- mit Susanne Doppler: "Wie aus Storytelling und Reporting eine konstruktive Kommunikationsform entsteht", 2022,  ISBN 3739831200 ISBN 9783739831206

## Auszeichnungen
- Auszeichnung als Journalist des Jahres in der Kategorie Regionale Autoren 2008